# Championnat de la Martinique de football 2003-2004
Navigation
Saison précédente Saison suivante
La saison 2003-2004 du Championnat de la Martinique de football est la quatre-vingt-cinquième édition de la première division en Martinique, nommée Régionale 1. Les quatorze formations de l'élite sont réunies au sein d'une poule unique où elles s'affrontent deux fois au cours de la saison. Les quatre derniers du classement sont relégués et remplacés par les quatre meilleurs clubs de Régionale 2 à l'issue de la saison.
C'est le Club franciscain, quintuple tenant du titre, qui remporte à nouveau la compétition après avoir terminé en tête du classement final, avec un seul point d’avance sur le Racing Club de Rivière-Pilote et cinq sur le duo Club sportif Case-Pilote-Santana Club. Il s’agit du dixième titre de champion de Martinique de l'histoire du club, qui réussit encore le doublé en s'imposant en finale de la Coupe de la Martinique face à l'Union sportive du Robert.

## Qualifications régionales
Les quatre premiers du championnat se qualifient pour la Ligue Antilles 2004-2005.

## Les clubs participants
- Club franciscain
- Club sportif Case-Pilote
- New Club Petit-Bourg
- Golden Star de Fort-de-France
- Samaritaine de Sainte-Marie
- Racing Club de Rivière-Pilote
- Aiglon du Lamentin
- Club Colonial de Fort-de-France - Promu de Régionale 2
- Assaut de Saint-Pierre
- Union sportive du Robert
- Etoile Basse-Pointe - Promu de Régionale 2
- Club Peléen
- Club Sportif Vauclinois - Promu de Régionale 2
- Santana Club - Promu de Régionale 2

## Compétition
Le barème de points servant à établir le classement se décompose ainsi :
- Victoire : 3 points
- Match nul : 2 points
- Défaite : 1 point

### Classement
| Rang | Équipe                           | Pts | J  | G  | N  | P  | Bp | Bc | Diff |
| ---- | -------------------------------- | --- | -- | -- | -- | -- | -- | -- | ---- |
| 1    | Club franciscain'T'C             | 64  | 26 | 15 | 8  | 3  | 52 | 30 | +22  |
| 2    | Racing Club de Rivière-Pilote    | 63  | 26 | 13 | 11 | 2  | 35 | 18 | +17  |
| 3    | Club sportif Case-Pilote         | 59  | 26 | 11 | 11 | 4  | 43 | 26 | +17  |
| 4    | Santana ClubP                    | 59  | 26 | 11 | 11 | 4  | 31 | 22 | +9   |
| 5    | Aiglon du LamentinP              | 56  | 26 | 10 | 10 | 6  | 46 | 35 | +11  |
| 6    | Union sportive du Robert         | 56  | 26 | 11 | 8  | 7  | 30 | 22 | +8   |
| 7    | Club Peléen                      | 52  | 26 | 9  | 8  | 9  | 30 | 23 | +7   |
| 8    | Samaritaine de Sainte-Marie      | 52  | 26 | 8  | 10 | 8  | 36 | 39 | -3   |
| 9    | Club Colonial de Fort-de-FranceP | 51  | 26 | 8  | 9  | 9  | 44 | 36 | +8   |
| 10   | Etoile Basse-PointeP             | 51  | 26 | 10 | 5  | 11 | 32 | 39 | -7   |
| 11   | Assaut de Saint-Pierre           | 50  | 26 | 7  | 10 | 9  | 35 | 39 | -4   |
| 12   | Club Sportif VauclinoisP         | 46  | 26 | 6  | 8  | 12 | 35 | 37 | -2   |
| 13   | New Club Petit-Bourg             | 37  | 26 | 2  | 7  | 17 | 22 | 61 | -39  |
| 14   | Golden Star de Fort-de-France    | 32  | 26 | 1  | 4  | 21 | 19 | 63 | -44  |

|  | Qualification pour la Ligue Antilles 2004-2005                                          |
|  | Relégation en deuxième division                                                         |
|  | T : Tenant du titre C : Vainqueur de la Coupe de la Martinique P : Promu de Régionale 2 |

## Bilan de la saison
| Championnat de la Martinique de football 2003-2004 |                               |
| Champion                                           | Club franciscain (10e titre)  |
| Coupes et trophées                                 |                               |
| Vainqueur de la Coupe de la Martinique 2003-2004   | Club franciscain              |
| Qualifications continentales                       |                               |
| Ligue Antilles 2004-2005                           | Club franciscain              |
| Ligue Antilles 2004-2005                           | Racing Club de Rivière-Pilote |
| Ligue Antilles 2004-2005                           | Club sportif Case-Pilote      |
| Ligue Antilles 2004-2005                           | Santana Club                  |
| Promotions et relégations                          |                               |
| Promus en Régionale 1                              | RC Saint-Joseph               |
| Promus en Régionale 1                              | Gauloise de La Trinité        |
| Promus en Régionale 1                              | Eclair de Rivière Salée       |
| Promus en Régionale 1                              | Olympique du Marin            |
| Relégués en Régionale 2                            | Assaut de Saint-Pierre        |
| Relégués en Régionale 2                            | Club Sportif Vauclinois       |
| Relégués en Régionale 2                            | New Club Petit-Bourg          |
| Relégués en Régionale 2                            | Golden Star de Fort-de-France |